# هوارد إميري رايت
هوارد إميري رايت (بالإنجليزية: Howard Emery Wright)‏ هو عالم نفس أمريكي، ولد في 1908، وتوفي في 1988.